# Famille Esterházy
Pour les articles homonymes, voir Esterházy.
 (novembre 2020).
Si vous disposez d'ouvrages ou d'articles de référence ou si vous connaissez des sites web de qualité traitant du thème abordé ici, merci de compléter l'article en donnant les références utiles à sa vérifiabilité et en les liant à la section « Notes et références ».
La famille Esterházy (herceg illetve gróf Galántai Esterházy [ˈɛstɛɾˌhaːzi] en hongrois : duc et comte d'Esterházy de Galántha) est une ancienne et importante famille de la noblesse hongroise.

## Histoire
Issue de la petite noblesse de Haute-Hongrie (actuelle Slovaquie), la famille Esterházy tire ses origines de l'ancien clan Salomon qui remonte au XIIe siècle.[réf. nécessaire] Le premier ancêtre connu de la famille Esterházy est Benedek Zerház de Zerhásház qui prendra plus tard le nom de Eszterhás, mort dans la première partie du XVIe siècle. En 1527, le nom de famille a été complété par l'ajout de Galántha après un domaine de campagne acquis par mariage.
Depuis le XVIIe, c'est l'une des familles de magnats les plus importantes du royaume de Hongrie, bientôt aussi à la cour du Saint-Empire romain germanique à Vienne et plus tard de l'empire d'Autriche puis de l'Empire austro-hongrois. Traditionnellement favorable à la dynastie des Habsbourg, elle reçoit le titre de baron en 1613, celui de comte en 1626 puis la branche de Fraknó/Forchtenstein celui de prince du Saint-Empire (« Fürst ») en 1687 par l'empereur romain germanique.
Les trois frères Nicolas (1582-1645), Daniel (1585-1654) et Paul (1587-1645) sont les géniteurs des principales lignées, qui sont encore florissantes aujourd'hui, à savoir Nagymarton (plus tard Fraknó ou Château de Forchtenstein), Csesznek et Zólyom (Zvolen).

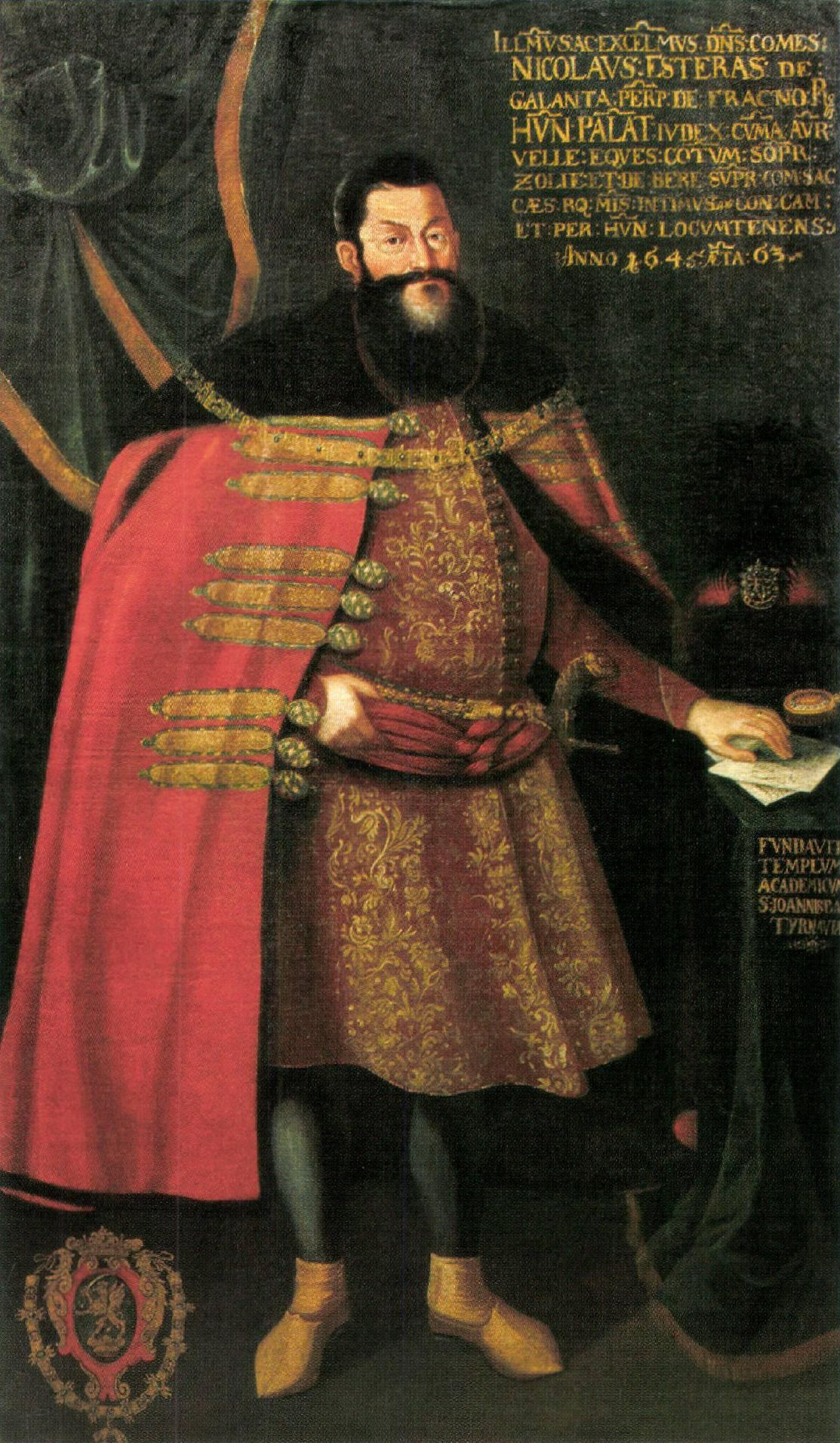
Nicolas Esterházy (1582-1645)

Nicolas Esterházy (1582-1645), fils d'un vice-joupan, l'a façonné d'une petite famille noble à l'une des plus grandes familles du royaume. Les Habsbourg ont pris connaissance de lui après sa conversion au catholicisme par conviction en tant que l'un des rares nobles de Hongrie. De plus, il a mis beaucoup de courage et de force dans le combat et la défense contre les Turcs dans les guerres ottomanes en Europe. Son premier mariage en 1612 avec Orsolya Dersffy de Szerdahely lui a donné une énorme fortune ainsi que les domaines de Munkács (aujourd'hui en Ukraine: Moukatchevo), Landsee et Lackenbach dans le Burgenland, autrefois partie de la Hongrie, bien que germanophone, maintenant une province autrichienne. Après avoir dû céder Munkács à Gábor Bethlen en 1622 en raison de la paix de Nicolsburg de 1621, il reçut deux nouvelles seigneuries dans le Burgenland de l'empereur Ferdinand II - un fervent catholique - au lieu d'une compensation financière, à savoir le domaine de Forchtenstein comprenant le titre de comte et le domaine d'Eisenstadt qui sont tous deux restés dans la famille à ce jour. Dans son ancienne patrie, il fit construire en 1629 un collège jésuite avec une église, aujourd'hui la cathédrale Saint-Jean-Baptiste de Trnava (dont le nom hongrois était Nagyszombat), dont la crypte fut la première des tombes de la maison.

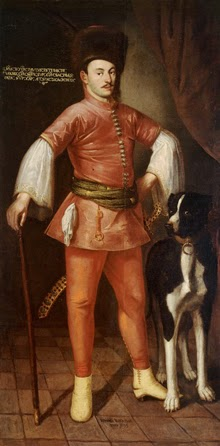
Paul Ier Esterházy (1635–1713)

L'un de ses fils issus de son second mariage, Paul Ier Esterházy, a également étudié dans cette école jésuite. Il a hérité de la grande fortune de la famille en 1652 après la mort de son frère aîné Ladislaus dans la guerre contre les Turcs. En raison de ses mérites dans les années qui ont suivi, Paul a été nommé maréchal et commandant en chef de la frontière militaire du sud de la Hongrie. Après le siège de Vienne (1683) il participe à la reconquête de la Hongrie et est élevé au rang de prince par l'empereur en 1687. Ce titre n'était initialement que « ad personam », c'est-à-dire limité à lui personnellement. À partir de 1712, le fils aîné est autorisé à hériter du titre.
Les principales résidences étaient à Eisenstadt/Kismarton, à environ 50 km au sud de Vienne, et Fertőd, tous deux non loin de Sopron. Les deux frères Paul II Antoine Esterházy (1711-1762) et Nicolas Ier Joseph Esterházy ont soutenu les Habsbourg en tant que militaires et ont déployé une énorme splendeur dans leurs propres châteaux, ainsi que le fils du dernier, Nicolas II Esterházy.
En 1804, le prince Nicolas II acquit le couvent récemment sécularisé d'Edelstetten près de Neuburg an der Kammel (Bavière) pour 28 000 florins du prince Charles Joseph de Ligne en tant que nouveau comté impérial afin d'avoir un siège et de voter au conseil impérial des princes du Saint Empire dans la Diète d'Empire qui, cependant, a déjà péri en 1806. Avec cela, les Esterhazy avaient la position des « Standesherren » allemands. L'ancien monastère appartient encore aujourd'hui à la lignée princière.
Les derniers princes devinrent de plus en plus endettés jusqu'à l'empereur François-Joseph Ier a négocié une séquestration en 1860 pour le prince Paul III qui lui a tenu à l'écart de la gestion d'actifs jusqu'en 1898. À la fin de la Première Guerre mondiale en 1918, la monarchie de Habsbourg s'effondre et du coup les domaines familiaux se retrouvent dans plusieurs pays indépendants.
Entre 1946 et 1947, les biens des Esterházy dans la République populaire de Hongrie, dont environ 128 000 hectares de terres agricoles et forêt, le Palais Esterházy à Fertőd et de nombreux autres châteaux sont nationalisés ; les domaines situés dans la Tchécoslovaquie (aujourd'hui en Slovaquie) ont également été perdus, et ceux du Burgenland autrichien sont placés sous l'administration de l'occupation soviétique jusqu'en 1955. À Budapest le prince Paul V Esterházy est accusé de « trahison » et purge 10 ans de prison avec le cardinal Jozsef Mindszenty et d'autres opposants présumés au régime communiste. En 1956, il est finalement libéré au cours de l'insurrection de Budapest et peut fuir en Autriche. À partir de 1948, il y eut aussi des procès-spectacles, des emprisonnements et des déportations pour d'autres membres de la famille. Jusqu'en 2004, Melinda Esterházy, la veuve du prince Paul V, a fait don des domaines familiaux situés en Autriche, dont Eisenstadt et Forchtenstein et une bonne dizaine d'autres domaines, à des fondations pour la préservation du patrimoine familial.

## Engagement culturel

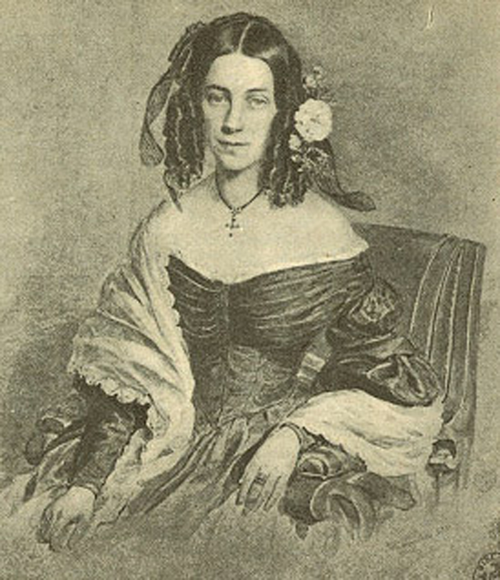
Caroline Esterhazy

La famille Esterházy est également connue pour son engagement culturel, avant tout celui du prince Paul II Antoine (1711-1762) et surtout celui de son frère et successeur Nicolas Ier (1714-1790) dans les années 1761 à 1790. Au cœur de son domaine d'Eszterháza à Fertőd dans le nord-ouest de la Hongrie, il fit construire le palais Esterházy, presque à l'égal du château impérial de Schönbrunn. Joseph Haydn était le conducteur et compositeur de l'orchestre de la cour. Pendant plus de 30 ans, il a créé ses œuvres les plus importantes à Eisenstadt et Fertőd. Nicolas Ier mérita le surnom de « le magnifique ». Son fils Nicolas II Esterházy était surtout connu pour sa collection de peintures.
Caroline Esterházy (1805-1851), fille du comte János Károly Esterházy de Galántha, fut l'élève au piano du compositeur Franz Schubert, à Zselíz en Hongrie (aujourd'hui Želiezovce en Slovaquie) et à Vienne. Aux dires de plusieurs contemporains, elle a été son égérie et son grand amour impossible (du fait de leurs conditions sociales trop éloignées pour l'époque),,,. Elle a d'ailleurs été dédicataire d'un des chefs-d’œuvre de Schubert, la Fantaisie en fa mineur, D. 940, opus posthume 103, pour piano à quatre mains.
L'achat par l'État hongrois de la collection réunie par la famille Esterházy (et en particulier par Nicolas II Esterházy) marqua en 1870 la fondation du musée d'art étranger de Budapest. Elle constitue l'un des principaux fonds de l'actuel musée des Beaux-Arts de la capitale hongroise.
L'écrivain Péter Esterházy (1950-2016) était un membre de la branche comtale de la famille.

## Châteaux

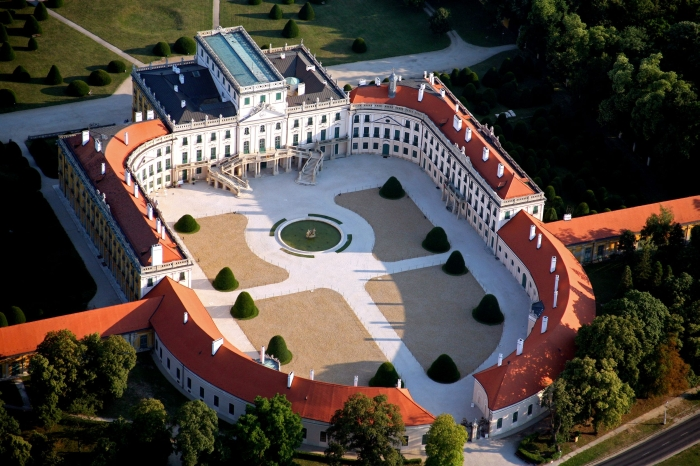
Palais Esterházy à Fertőd, Hongrie
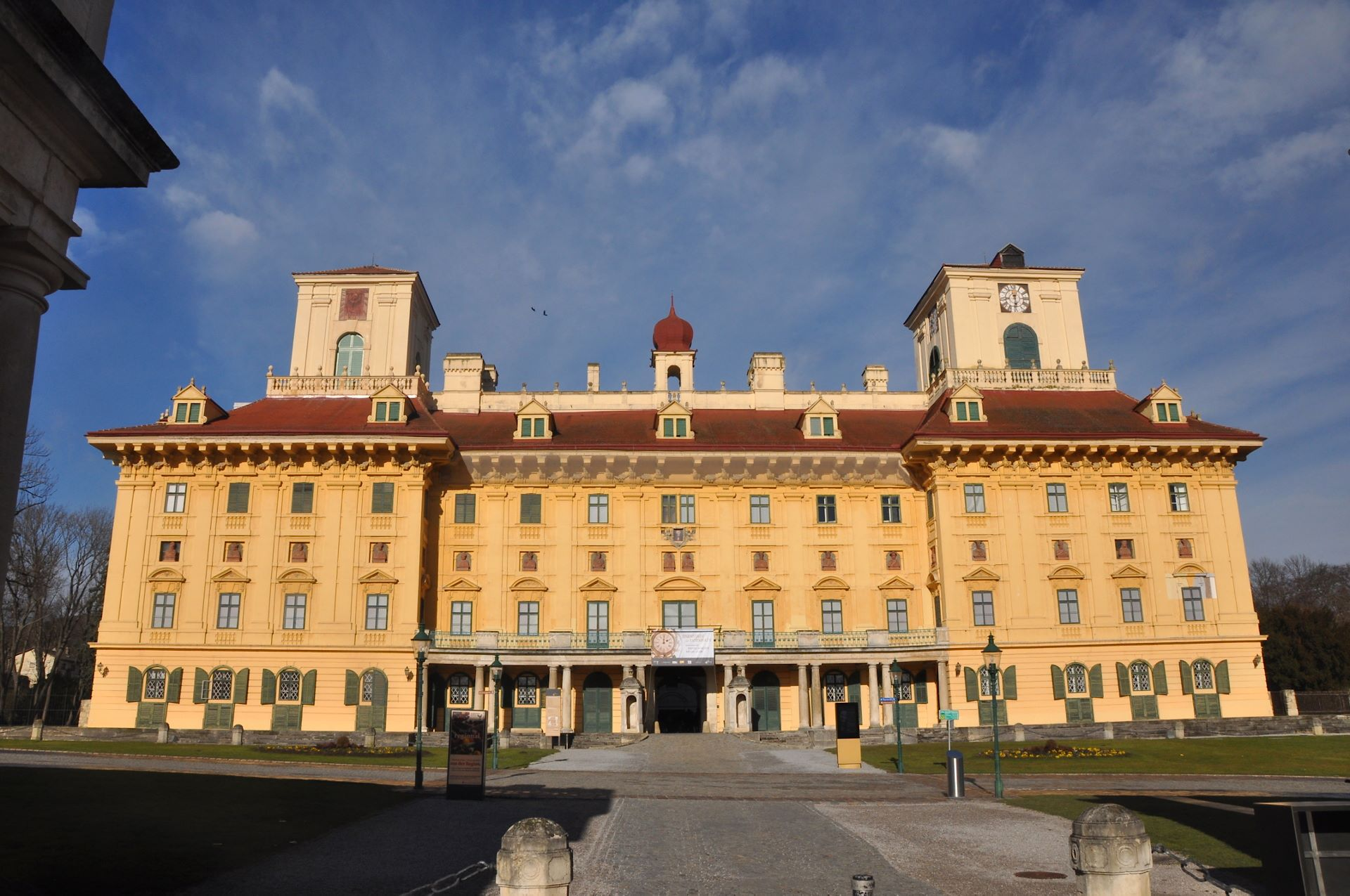
Palais d'Esterházy à Eisenstadt, Autriche
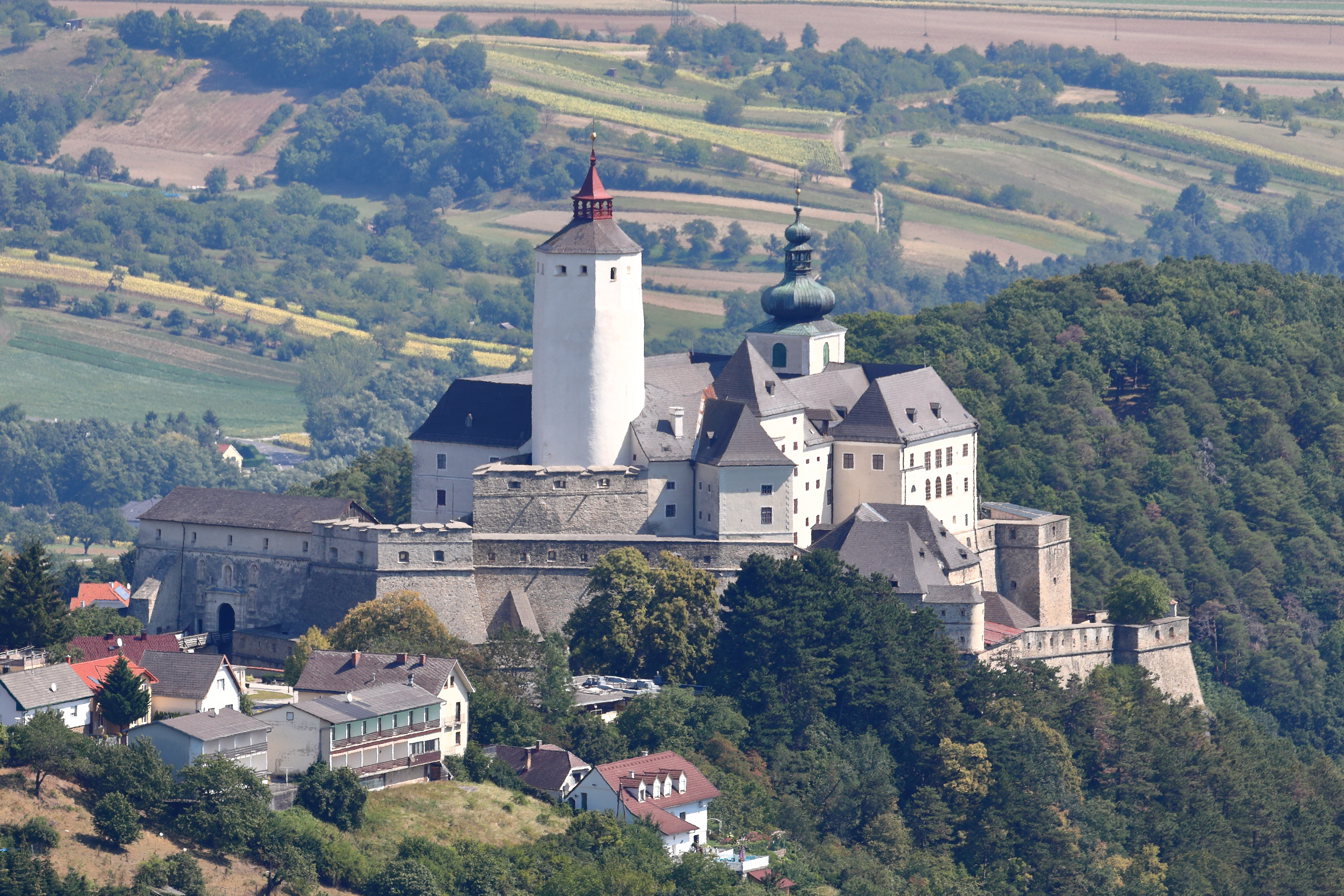
Château de Forchtenstein, Autriche
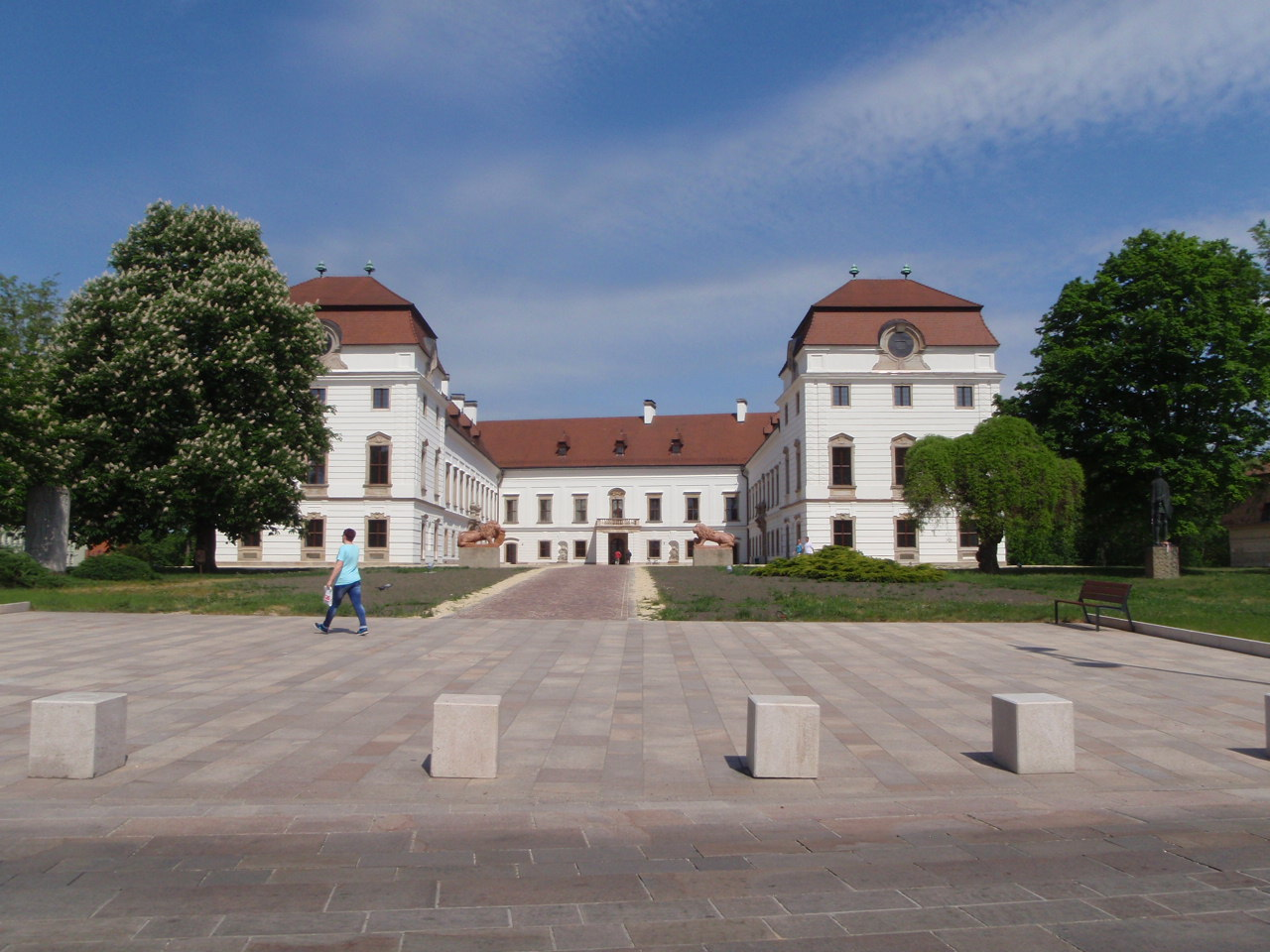
Château de Pápa, Hongrie
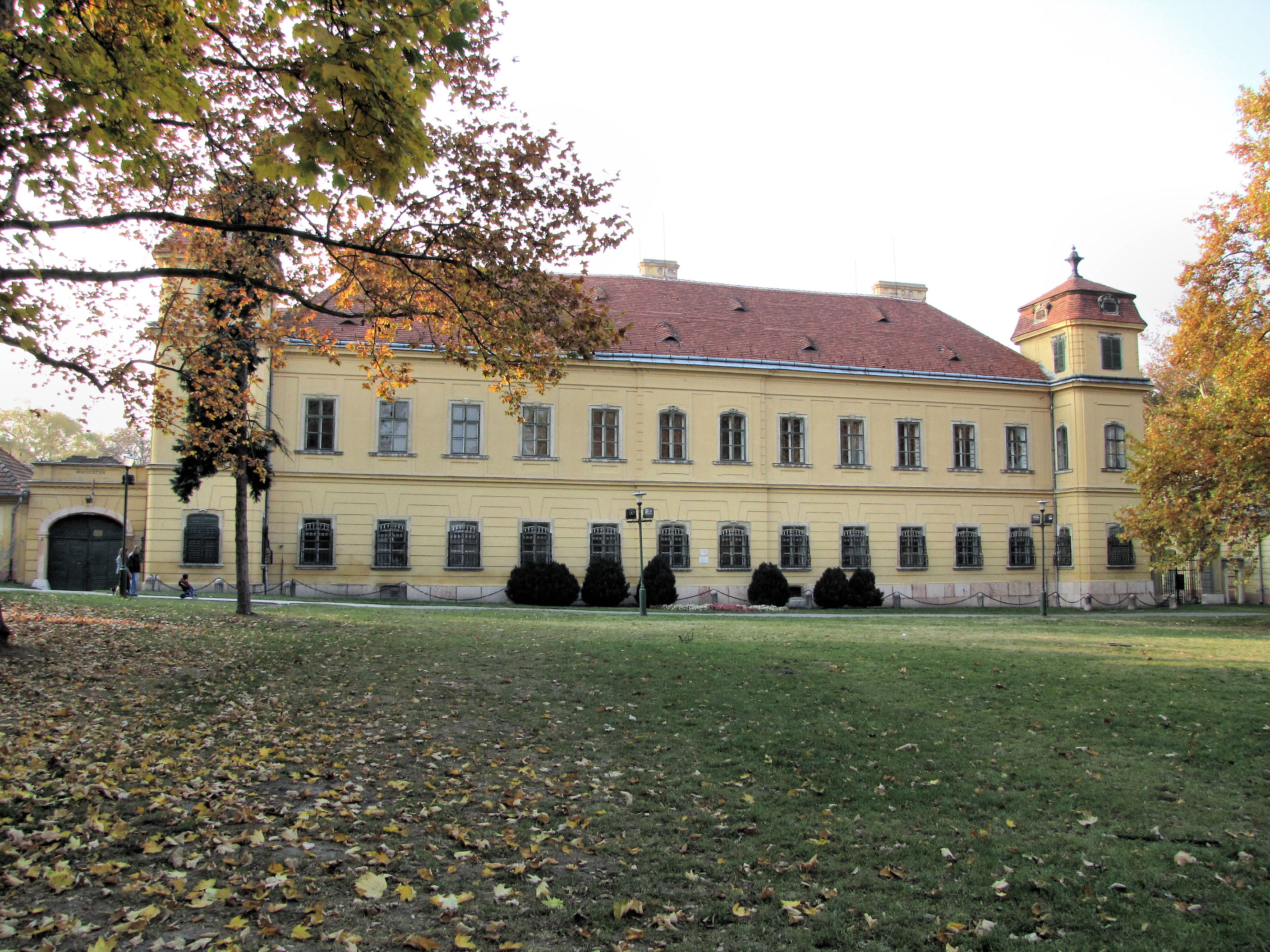
Château de Tata, Hongrie
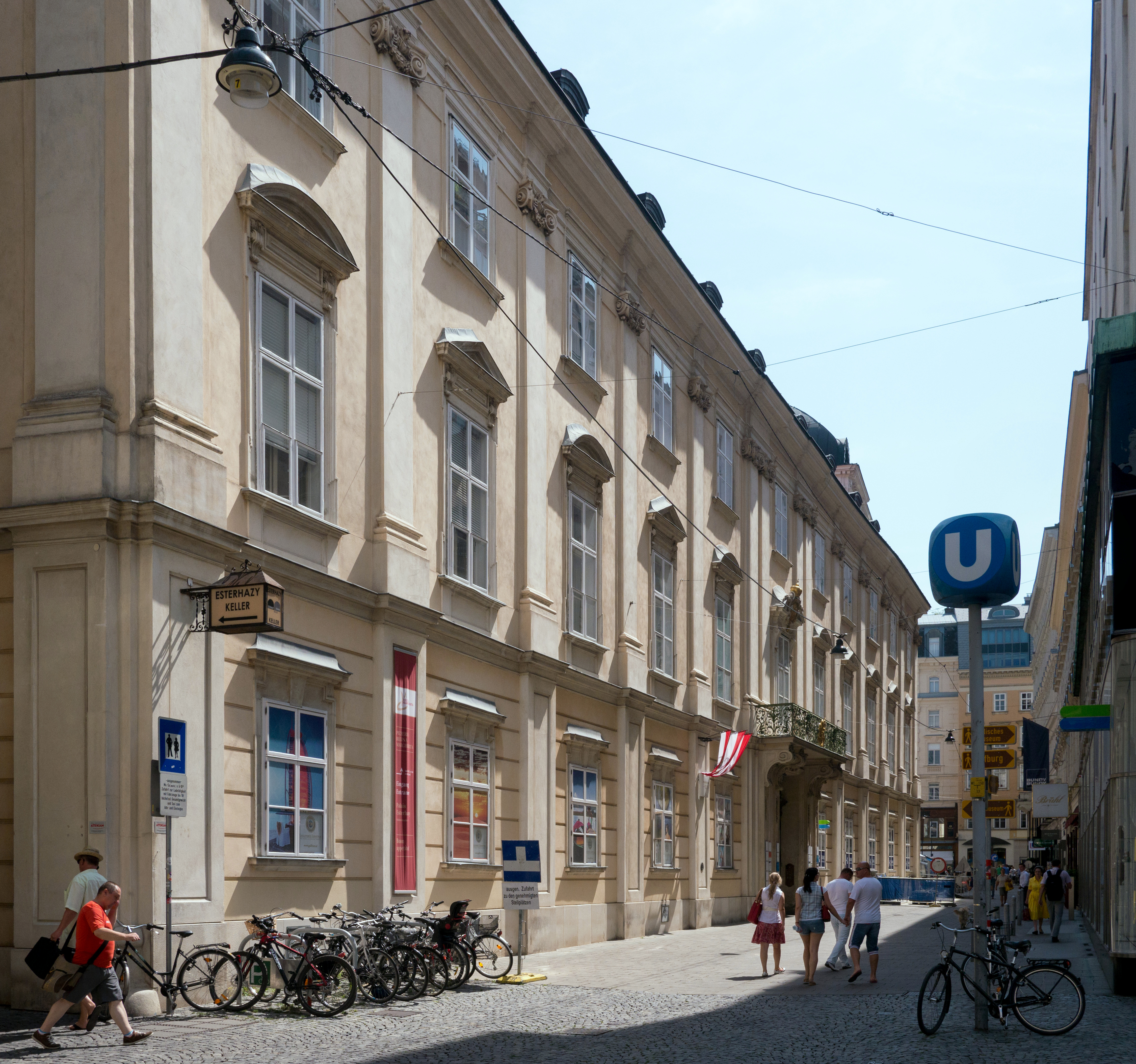
Le Palais Esterházy à Vienne
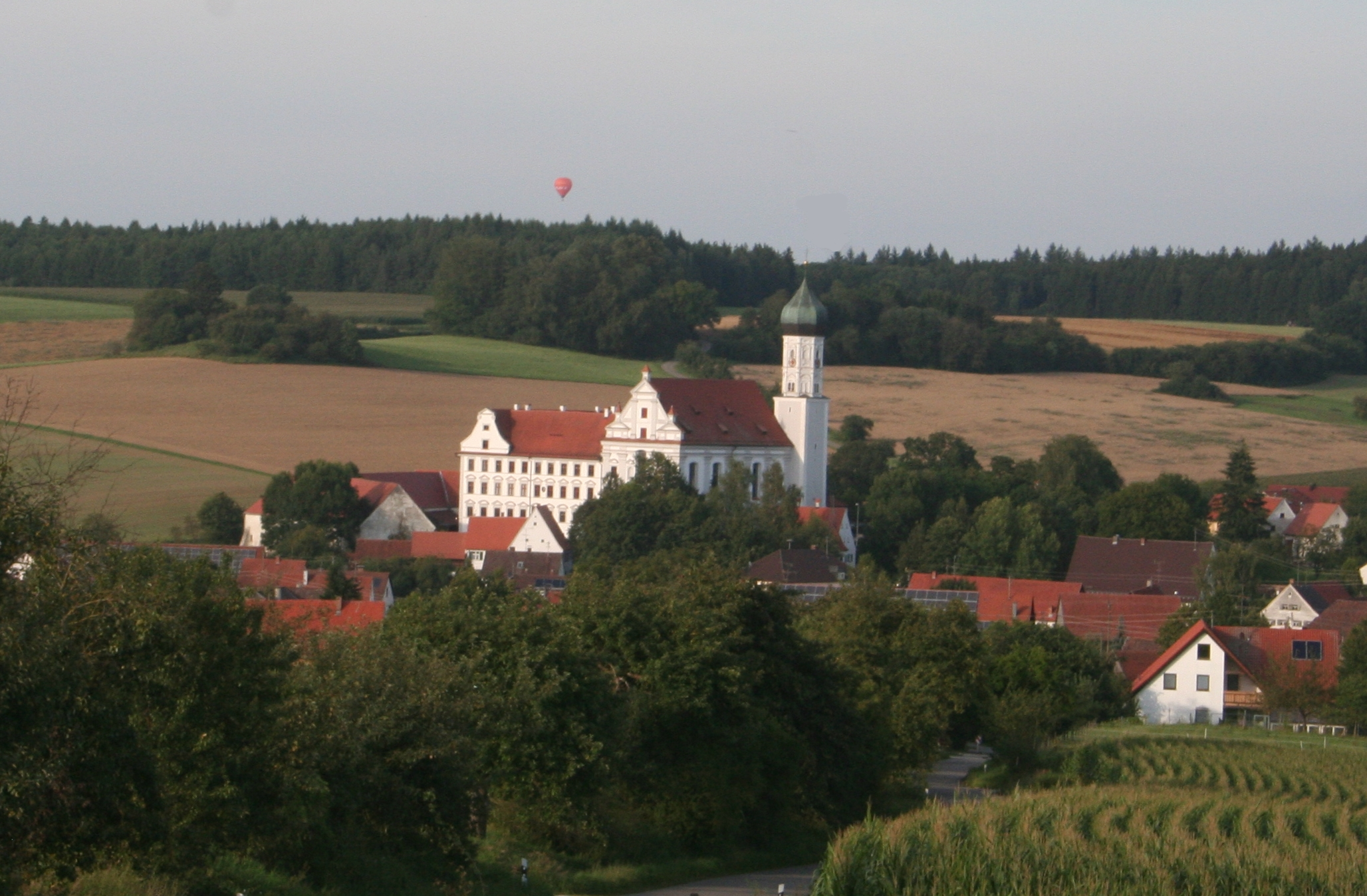
Le monastère d'Edelstetten, Bavière

## Les princes Esterházy

1. Paul Ier Esterházy (1635-1713), comte puis prince Esterházy de Galántha, également connu comme poète et compositeur, chef de la famille à la mort de son frère aîné Ladislas en 1653
2. Michel Esterházy (1671-1721), fils du précédent
3. Joseph Esterházy (1687-1721), frère du précédent
4. Paul II Antoine Esterházy (1711-1762), fils du précédent
5. Nicolas Ier Joseph Esterházy (1714-1790), frère du précédent, grand mécène
6. Antoine Esterházy (1738-1794), fils du précédent
7. Nicolas II Esterházy (1765-1833), fils du précédent
8. Paul III Antoine Esterházy (1786-1866)
9. Nicolas III Esterházy (1866-1894)
10. Paul IV Esterházy (1894[réf. nécessaire]-1898)
11. Nicolas IV Esterházy (1898-1920)
12. Paul V Esterházy (1901-1989)
13. Antoine II Esterházy (1936-)
14. Paul VI. Anton Esterházy (*1986)

## Membres notables

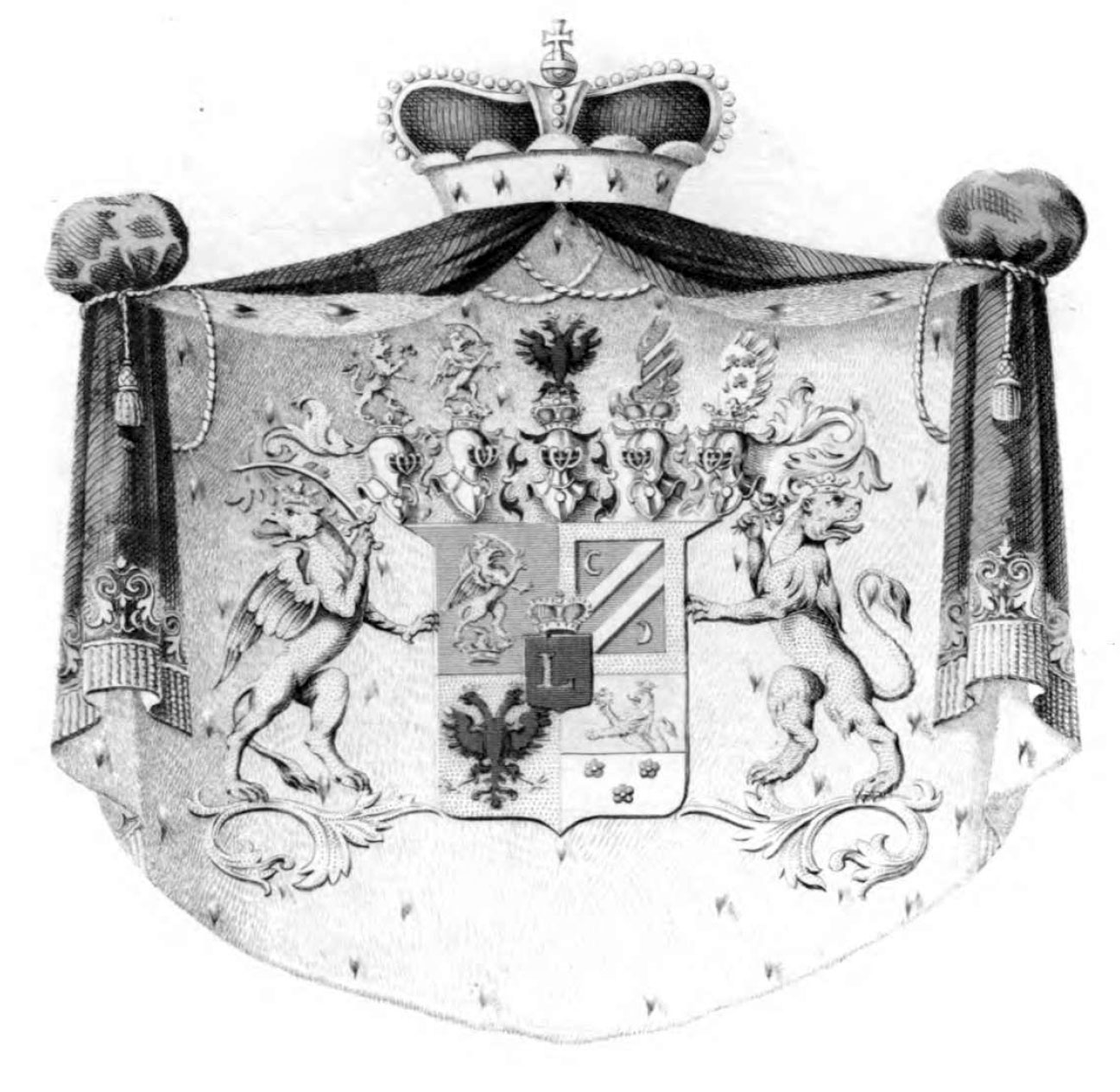
Grandes armes des princes Esterházy

- Thomas Esterhazy (1625-1652), militaire hongrois ;
- Valentin Ladislas Esterhazy (1740-1805), officier de cavalerie au service du royaume de France ;
- Marie-Josèphe-Hermengilde de Liechtenstein (1768-1845), épouse de Nicolas II Esterházy
- Marie-Thérèse de Tour et Taxis (1794-1874), épouse de Paul III Antoine Esterházy de Galántha
- Caroline Esterházy (1805-1851), amie et égérie de Franz Schubert ;
- Sarah Child-Villiers (1822-1853), épouse de Nicolas III Esterházy de Galántha
- Ferdinand Walsin Esterhazy (1847-1923), le vrai coupable de l'affaire Dreyfus ;
- Móric Esterházy (1881-1960), homme politique hongrois ;
- János Esterházy (1900-1967), lieutenant de hussards hongrois.
- Ilona Esterházy von Galántha (1921-2019)[6], épouse du prince Constantin von Liechtenstein (en) (1911-2001) ;
- Péter Esterházy (1950-2016), écrivain hongrois ;
- Márton Esterházy (1956), footballeur hongrois, frère du précédent.

### Bibliographie

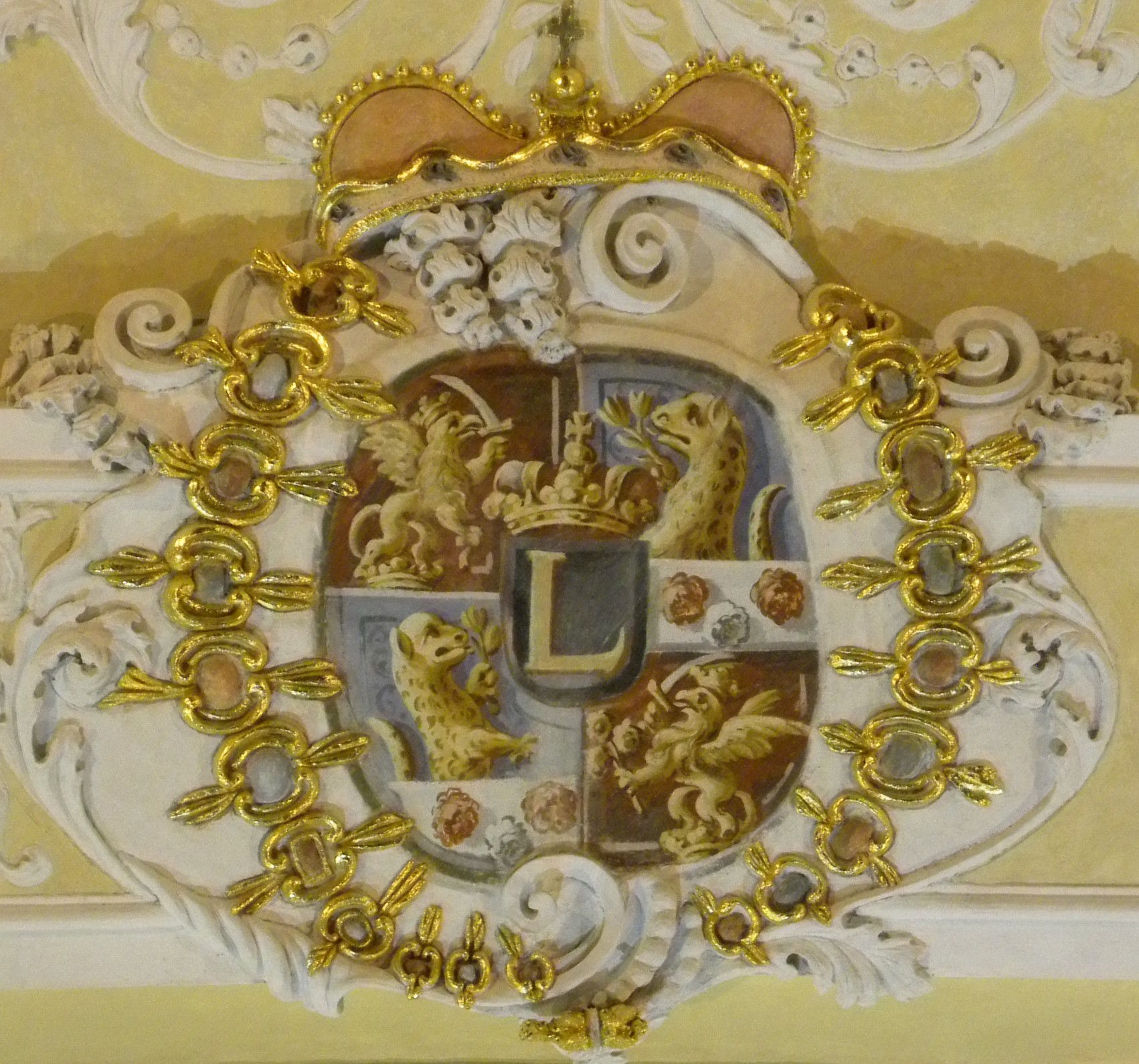
Armoiries et blason de Paul Esterhazy, dans la cathédrale Saint-Jean-Baptiste, à Trnava (Nagyszombat